# Leptobrotula
Leptobrotula is een monotypisch geslacht van straalvinnige vissen uit de familie van naaldvissen (Ophidiidae). Het geslacht is voor het eerst wetenschappelijk beschreven in 1986 door Nielson.

## Soort
- Leptobrotula breviventralis Nielsen, 1986